# Michael Jary
Michael Jary  (bürgerlich Maximilian Michael Andreas Jarczyk, * 24. September 1906 in Laurahütte bei Kattowitz, Provinz Schlesien, Deutsches Reich; † 12. Juli 1988 in München) war ein deutscher Komponist.

## Leben

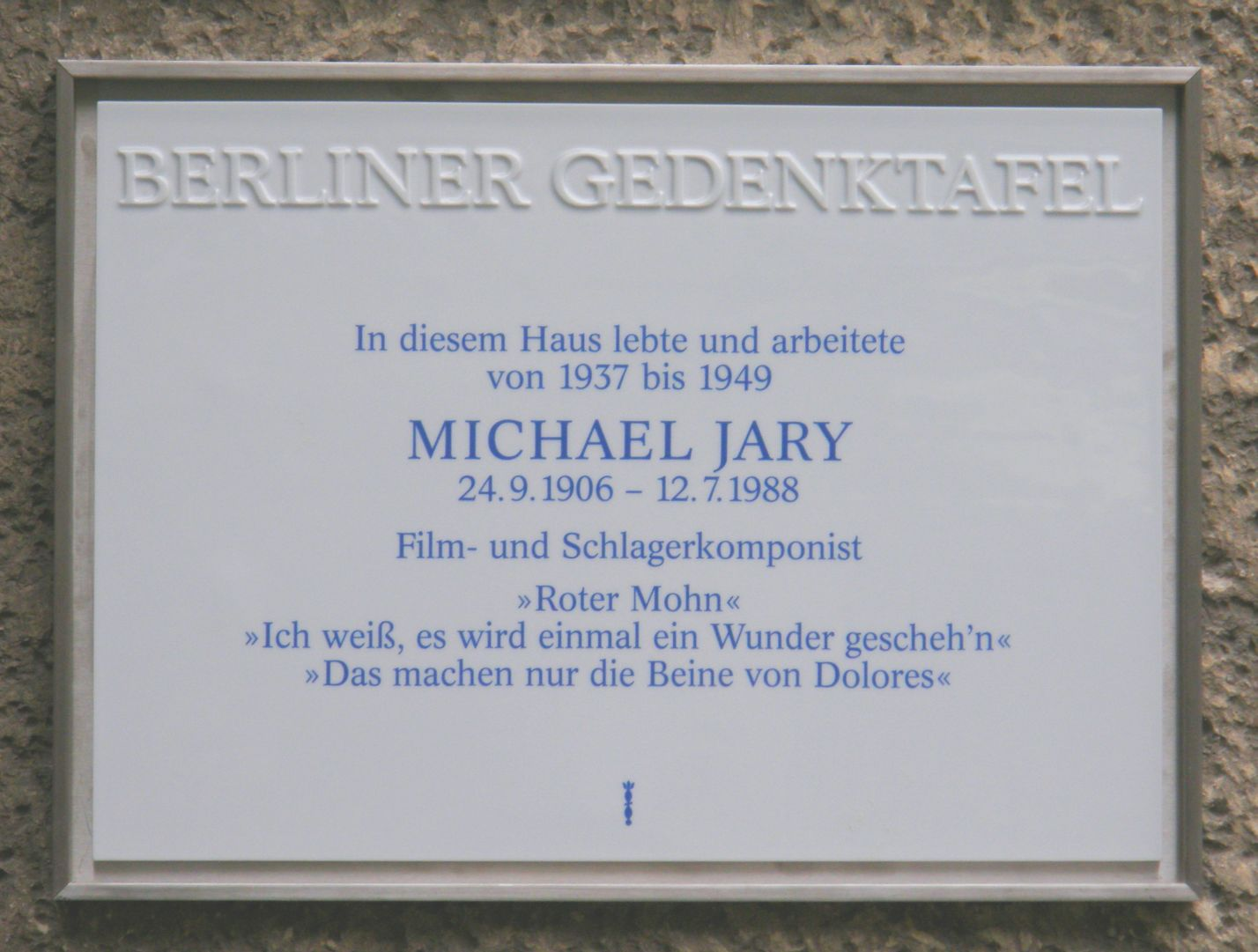
2008 enthüllte Berliner Gedenktafel für Jary an seinem ehemaligen Wohnhaus in der Fasanenstraße

Jarys Vater war Werkmeister in der Königshütte, seine Mutter Schneiderin. Sein Bruder Herbert Jarczyk wurde als Film- und Fernsehkomponist bekannt. Als Kind wollte Maximilian Missionar werden, seine Schulzeit verbrachte er deshalb im Kloster der Steyler Missionare bei Neisse. Er entdeckte dort seine Liebe zur Musik. Mit 18 Jahren verließ Jary das Kloster und besuchte das Konservatorium in Beuthen. Er leitete einen Kirchen- und Arbeiterchor und schrieb erste Kammermusikwerke, die der Sender Gleiwitz ausstrahlte. Das Stadttheater Neisse und das Plauener Theater engagierten ihn schließlich als zweiten Kapellmeister.
Im Jahr 1929 wurde Jary in die Staatliche Musikhochschule Berlin aufgenommen; er studierte bei Franz Schreker, Paul Hindemith und Walther Gmeindl. Nebenbei arbeitete er als Pianist in Cafés und Kinos. 1931 wurde ihm der Beethoven-Preis der Stadt Berlin verliehen. Beim Hochschul-Abschlusskonzert der Klasse Gmeindl am 8. Februar 1933 dirigierte er sein Konzert für zwei Klaviere, Trompete und Posaune und wurde von Mitgliedern des Kampfbundes für deutsche Kultur ausgebuht. Paul Graener, der neue Direktor des Stern’schen Konservatoriums, diffamierte das Werk als „undeutsches Gestammel“. (Fred K. Prieberg, Handbuch Deutsche Musiker 1933–1945, S. 3633)
Offenbar stellen die Diffamierungen aber kein Hindernis für Jarys Aufnahme in die Reichsmusikkammer dar. Ohne Mitgliedschaft hätte er in Deutschland nicht weiter als Musiker arbeiten können. Jarys Kompositionen wurden nicht verboten, aber ab 1933 öffentlich kaum mehr gespielt. Er schrieb unter den Pseudonymen Jackie Leeds Arrangements und unter Max Jantzen Chansons. Bei der Unterschrift zu seinem ersten Filmvertrag wurde er daran erinnert, dass er mit einem polnisch klingenden Namen keine Karriere machen könne. Ein Freund strich daraufhin drei Konsonanten aus dem Nachnamen und wählte seinen zweiten Vornamen: „Geboren“ wurde Michael Jary. Sinfonische Untermalungsmusik war seine Domäne; 1936 komponierte er für den nach einer Romanvorlage Honoré de Balzacs 1936 gedrehten Film Die große und die kleine Welt seine erste Filmmusik.
Auch Swing-Arrangements und Jazz gehörten trotz des staatlichen Diktats zu seinem Repertoire. Er gründete das Kammertanzorchester Michael Jary, ein reines Studioorchester, das niemals öffentlich auftrat, sich aber einen großen Namen machte. Unter anderem entstand ein Zyklus von Tierkreiszeichenvertonungen in diesem Stil. Als Zugehöriger der Jazz- und Swingszene im Deutschland der 1930er Jahre ein ausgewiesener Kenner dieser Epoche, erklärte Jary später in den 1960er Jahren für die Schallplatte Papas Tanztee ist nicht tot! anhand zahlreicher Musikbeispiele ihre wichtigsten Rhythmen, Melodien und Vertreter.
Jarys Durchbruch als Schlagerkomponist kam 1938 mit Roter Mohn. Zuvor hätte er der Unterhaltungsmusik beinahe den Rücken gekehrt. Als Dirigent des Szymanowski-Gedächtniskonzertes in Berlin erhielt er eine Einladung von Ernest Ansermet nach Genf in der Schweiz. Doch die deutschen Behörden verweigerten Jary die Ausreise. So komponierte er, meist zusammen mit dem Textdichter Bruno Balz, für die Filmfirma Ufa Filmhits, die Evergreens wurden, von Das kann doch einen Seemann nicht erschüttern (aus dem Film Paradies der Junggesellen u. a. mit Heinz Rühmann, 1939) über Ich weiß, es wird einmal ein Wunder gescheh’n und Davon geht die Welt nicht unter (aus dem Film Die große Liebe mit Zarah Leander, 1942) bis zu Karussell. Als Balz wegen seiner Homosexualität zum zweiten Mal verhaftet wurde und ihm eine Einweisung in ein Konzentrationslager drohte, intervenierten Jary und Zarah Leander für seine Freilassung. Jary betonte, ohne Balz könne er die von Propagandaminister Joseph Goebbels für den Film Die große Liebe als einen „Beitrag zur Kriegsanstrengung“ geforderten Lieder nicht fertigstellen, woraufhin Balz innerhalb weniger Stunden freigelassen wurde. Jary stand 1944 in der Gottbegnadeten-Liste des Reichsministeriums für Volksaufklärung und Propaganda.

Single Manhattan Boogie, 1953

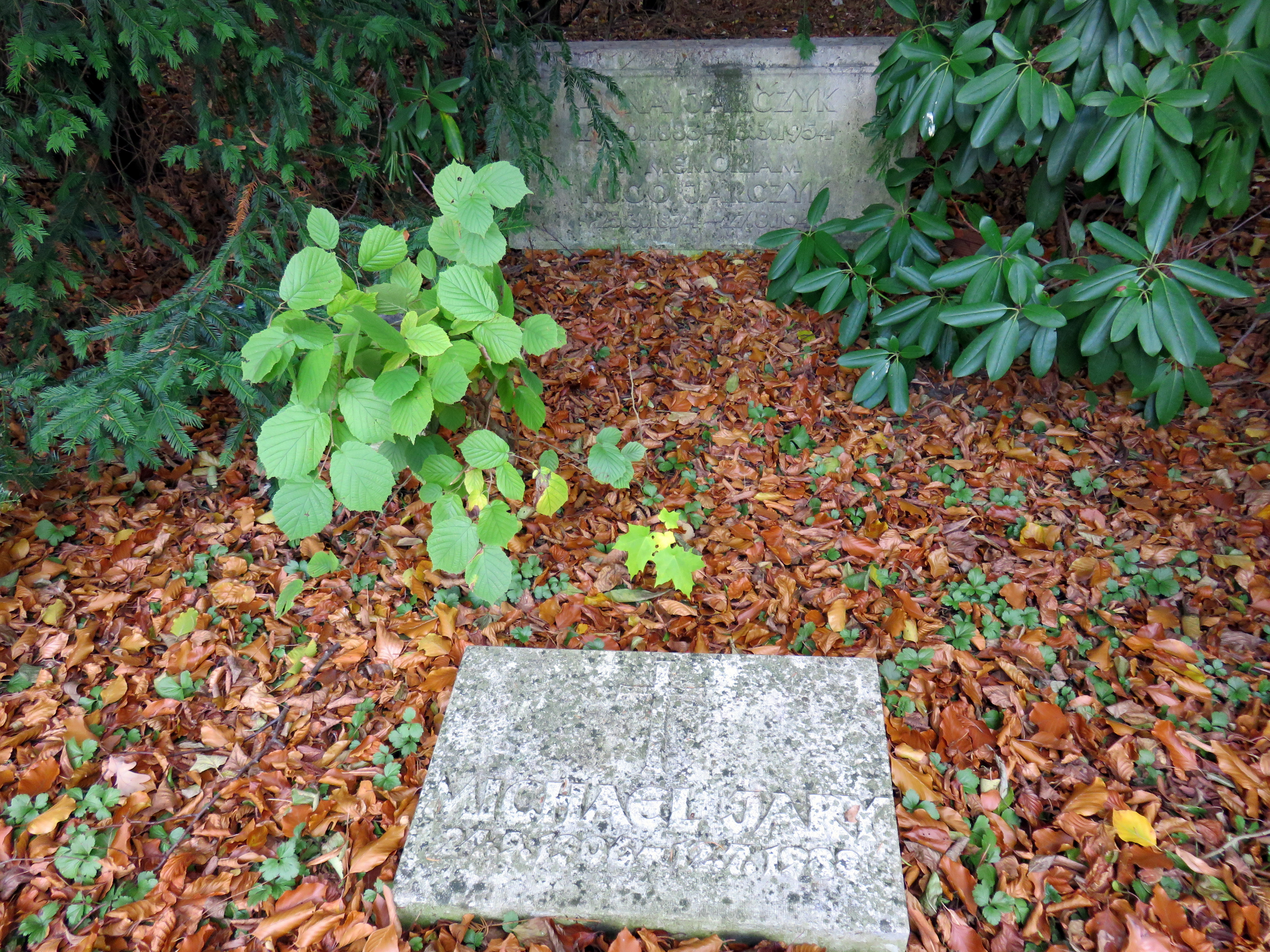
Kissenstein Michael Jary auf dem Friedhof Ohlsdorf

Kurz vor Kriegsende gründete Jary eine neue Kapelle. Mit diesem Grundstock, verstärkt durch Musiker anderer Orchester, etwa aus Charlie and His Orchestra im Auftrag der sowjetischen Kontrolloffiziere mit dem 48 Mann starken Radio Berlin Tanzorchester (RBT-Orchester), konnte er bereits neunzehn Tage nach der Kapitulation vom 8. Mai 1945 auftreten. Als Solisten für die Rundfunksendungen engagierte er unter anderem Ilse Werner und Bully Buhlan. Im November 1948 verschaffte er der Sängerin Zarah Leander durch zwei Konzerte in Saarbrücken (13. und 14. November 1948) ein erfolgreiches Comeback in Deutschland. Aus diesem Anlass stellte er ein Saar-Tanz-Orchester aus 40 Musikern zusammen, mit dem er die Sängerin begleitete und auch eigene Werke spielte. Die häufig kolportierte Behauptung, Jary habe im Jahr 1947 das Tanzorchester von Radio Saarbrücken gegründet, ist nicht richtig, da Radio Saarbrücken bereits seit dem Frühjahr 1946 ein eigenes Tanzorchester unter der Leitung von Heinz Gebhardt besaß. 1948 gründete er seinen eigenen Verlag, die Michael-Jary-Produktion, die in den 1950er Jahren auch ein Büro in New York unterhielt. 1949 ging „Mäcki“, wie ihn seine Freunde nannten, nach Hamburg. Es folgen weitere erfolgreiche Filme und Schlager. Lieder wie Leise rauscht es am Missouri, Das machen nur die Beine von Dolores, Mäcki-Boogie, Heut’ liegt was in der Luft und viele andere gehören heute zu den Standardwerken der Unterhaltungsmusik. Interpreten wie Zarah Leander, Rosita Serrano, Evelyn Künneke, Lale Andersen, Gerhard Wendland, Heinz Rühmann, Hans Albers sangen Michael Jarys Lieder.
Für die deutsche Vorentscheidung zum Grand Prix 1960 komponiert Jary für Heidi Brühl Wir wollen niemals auseinandergehn. Bei der Festivaljury belegte das Lied den zweiten Platz. Das Stück wurde ein großer kommerzieller Erfolg. Danach schrieb Jary das Musical Nicole, das 1963 in Nürnberg uraufgeführt wurde und später auch in Polen aufgeführt wurde. In seiner Schweizer Wahlheimat oberhalb des Luganersees schrieb er sinfonische Werke. 1973 erlitt er drei Herzinfarkte.
Michael Jary war in zweiter Ehe mit dem Mannequin Christiana verheiratet und ist der Vater der Schriftstellerin Micaela Jary.
Er starb am 12. Juli 1988 in München. Sein Grab befindet sich auf dem Friedhof Ohlsdorf in Hamburg am Familiengrab Jarczyk, im Planquadrat M 17 südlich der Cordesallee und östlich der Ringstraße.

## Ehrungen
- 1931: Beethoven-Preis der Stadt Berlin
- 1977: Paul-Lincke-Ring der Stadt Goslar
- 1980: Filmband in Gold der Bundesregierung
- 1987: Bundesverdienstkreuz 1. Klasse

## Kompositionen

### Bühnenwerke
- Der Vizeadmiral. Operette. Uraufführung 1934
- Nicole. Eine Pariser Geschichte in vier Bildern. Musical. Libretto: Ernst Nebhut. Uraufführung 1963 Nürnberg (Opernhaus)

### Instrumentalmusik
- Konzert für zwei Klaviere, Trompete und Posaune
- Sinfonische Werke

### Filmografie (Auswahl)
- 1935: Amphitryon – Aus den Wolken kommt das Glück
- 1936: Spiel an Bord
- 1936: Die große und die kleine Welt
- 1936: Romanze (Die Frau des anderen)
- 1937: Mädchen für alles
- 1937: Abenteuer in Warschau
- 1938: Nanu, Sie kennen Korff noch nicht?
- 1938: Schwarzfahrt ins Glück
- 1938: Lauter Lügen
- 1939: Paradies der Junggesellen
- 1939: Kitty und die Weltkonferenz
- 1939: Der Florentiner Hut
- 1939: Männer müssen so sein
- 1939: Weißer Flieder
- 1940: Zwei Welten
- 1940: Falschmünzer
- 1941: Blutsbrüderschaft
- 1941: Auf Wiedersehn, Franziska
- 1941: Familienanschluß
- 1941: Kleine Mädchen – große Sorgen
- 1941: Was geschah in dieser Nacht
- 1942: Das große Spiel
- 1942: Maske in Blau
- 1942: Die große Liebe
- 1943: Ein Mann mit Grundsätzen?
- 1943: Gabriele Dambrone
- 1943: Karneval der Liebe
- 1943: …und die Musik spielt dazu
- 1943: Ein Mann mit Grundsätzen
- 1943: Geliebter Schatz
- 1943: Großstadtmelodie
- 1944: Das war mein Leben
- 1944: Melusine
- 1944/47: Liebe nach Noten
- 1944/48: Fahrt ins Glück
- 1945: Ein Mann wie Maximilian
- 1947: Und finden dereinst wir uns wieder…
- 1948: Intimitäten
- 1948: Straßenbekanntschaft
- 1949: Heimliches Rendezvous
- 1949: Gefährliche Gäste
- 1950: Der Mann, der sich selber sucht
- 1950: Des Lebens Überfluß
- 1950: Mädchen mit Beziehungen
- 1950: Gabriela
- 1950: Lockende Gefahr
- 1950: Die Dritte von rechts
- 1951: Die verschleierte Maja
- 1951: Schön muß man sein
- 1951: Engel im Abendkleid
- 1951: Tanz ins Glück
- 1951: Das unmögliche Mädchen (Fräulein Bimbi)
- 1951: Kommen Sie am Ersten
- 1952: Die Diebin von Bagdad
- 1952: Der bunte Traum
- 1952: Die Stimme des Anderen
- 1952: Der keusche Lebemann
- 1952: Toxi
- 1952: Mikosch rückt ein
- 1952: Tanzende Sterne
- 1952: Königin der Arena
- 1953: Keine Angst vor großen Tieren
- 1953: Das singende Hotel
- 1953: Die Kaiserin von China
- 1953: Heimlich, still und leise
- 1953: Schlagerparade
- 1954: Columbus entdeckt Krähwinkel
- 1954: Große Star-Parade
- 1954: Mannequins für Rio
- 1954: An jedem Finger zehn
- 1954: Die Stadt ist voller Geheimnisse
- 1954: Fräulein vom Amt
- 1955: Vatertag
- 1955: Wie werde ich Filmstar?
- 1955: Banditen der Autobahn
- 1955: Drei Tage Mittelarrest
- 1955: Zwei blaue Augen
- 1955: Der falsche Adam
- 1956: Ich und meine Schwiegersöhne
- 1956: Die gestohlene Hose
- 1956: Mädchen mit schwachem Gedächtnis
- 1956: Roter Mohn
- 1956: Zu Befehl, Frau Feldwebel!
- 1956: Der schräge Otto
- 1957: Die Zürcher Verlobung
- 1957: Vater sein dagegen sehr
- 1957: Die Beine von Dolores
- 1957: Es wird alles wieder gut
- 1957: Nachts im Grünen Kakadu
- 1957: Das Herz von St. Pauli
- 1957: Tolle Nacht
- 1957: Drei Mann auf einem Pferd
- 1958: Zwei Herzen im Mai
- 1958: Lilli – ein Mädchen aus der Großstadt
- 1958: Hoppla, jetzt kommt Eddie
- 1959: Bobby Dodd greift ein
- 1959: Der Schatz vom Toplitzsee
- 1960: Als geheilt entlassen
- 1960: Mal drunter – mal drüber
- 1960: Wir wollen niemals auseinandergehn
- 1961: Kauf Dir einen bunten Luftballon
- 1961: Mein Mann, das Wirtschaftswunder
- 1961: Bei Pichler stimmt die Kasse nicht